# Іціар Ітуньо
Іціар Ітуньо Мартінес (баск. Itziar Ituño; нар. 18 червня 1974, Басаурі) — іспанська акторка баскського походження. Вона найбільш відома своєю роллю інспектора Ракель Мурільо в іспанському телесеріалі Паперовий будинок (La casa de papel).

## Раннє життя
Ітуньо народилася в Басаурі, 18 червня 1974 року. Вона вчилася акторській майстерності в театральній школі Басаурі, а також закінчила містобудування та політичну соціологію в університеті країни Басків.

## Кар'єра
Перша поява Ітуньо була у баскському фільмі Агур Оленцеро, агур (Goodbye Olentzero, Goodbye), який вийшов у 1997 році.
У 2001 році вона отримала роль у мильній опері Goenkale . У цьому телевізійному серіалі вона зіграла Некане Бейтія, лесбійську жінку-поліцейську з вигаданого села Арральда. Вона грала роль до 2015 року, коли шоу було скасовано. Ця роль збільшила її відомість у країні Басків .
Вона продовжувала працювати актрисою, знявшись у фільмах «Loreak» (іспанське подання на премію «Оскар») та Ігелак, що вийшли відповідно у 2015 та 2016 роках. У 2017 році вона знялася у телесеріалі «La casa de papel» (транслювався на « Антена 3», а потім був придбаний Netflix) у ролі Ракель Мурільо, поліцейського переговорника.
Окрім ролей у кіно, телебаченні та театрі, вона також співачка у трьох групах: Dangiliske, EZ3 та INGOT. 26 вересня 2017 року вона була ведучою Basque Film Gala та EITB Gala для 65-го Міжнародного кінофестивалю у Сан-Себастьяні .
У травні 2020 року було оголошено, що Ітуньо дебютує англійською мовою в британському анімаційному короткометражному фільмі «Спасіння не має імені», який має вийти у світ у 2020 році.

## Фільмографія

### Телебачення
- Agur Olentzero, agur (1997), телевізійний фільм.
- Ander eta konpainia (2000), ETB 1.
- Teilatupean (2000—2001), ETB 1.
- Platos sucios (2002), ETB 2.
- Kilker Dema (2002), ETB 1.
- Goenkale (2001—2015), ETB 1, Nekane Beitia.
- Cuéntame cómo pasó (2016), TVE, Koro Zabaleta.
- Pulsaciones (2017), Antena 3.
- La casa de papel (2017—2021), Antena 3 потім Netflix, Raquel Murillo.

### Фільми
- Agujeros en el cielo (2001).
- El final de la noche (2003).
- Arkadia (2005).
- El cazador de dragones (2010).
- Izarren Argia (2010).
- Loreak (2014).
- Lasa y Zabala (2014).
- El Buen Mal (2014).
- Un otoño sin Berlin (2015).
- Igelak (2016).
- Errementari (2017).
- For the Good Times (2017).
- love you! (2017).
- Tarde para el recreo (2017).
- Basque Selfie (2018)
- El silencio de la ciudad blanca (2019)
- Salvation Has No Name (2020)